# Pink Ribbon (Snooker)
Das Pink Ribbon ist ein, seit 2010 jährlich in der South West Snooker Academy in Gloucester in England ausgetragenes, Pro/Am-Snookerturnier. Das Turnier trägt seinen Namen in Anlehnung an die Rosa Schleife (Pink ribbon) und soll damit auf das Thema Brustkrebs aufmerksam machen. Zudem werden Breast Cancer Charities unterstützt und die Spieler tragen pinkfarbene Shirts, um ihre Unterstützung zu symbolisieren.

## Sieger
| Jahr | Sieger            | Finalist        | Ergebnis | Saison  |
| ---- | ----------------- | --------------- | -------- | ------- |
| 2010 | Michael Holt      | Jimmy White     | 6:5      | 2010/11 |
| 2011 | Mark Joyce        | Michael Holt    | 4:0      | 2011/12 |
| 2012 | Stuart Bingham    | Peter Lines     | 4:0      | 2012/13 |
| 2013 | Joe Perry         | Barry Hawkins   | 4:3      | 2013/14 |
| 2014 | Peter Lines       | Lee Walker      | 4:1      | 2014/15 |
| 2015 | Ronnie O’Sullivan | Darryn Walker   | 4:2      | 2015/16 |
| 2016 | Jamie Jones       | David Grace     | 4:3      | 2016/17 |
| 2017 | Robert Milkins    | Rob James       | 4:2      | 2017/18 |
| 2018 | Andrew Norman     | Harvey Chandler | 4:2      | 2018/19 |
| 2019 | Stuart Bingham    | Mark Allen      | 4:3      | 2019/20 |